# Gabriel Socley
 (avril 2020).
Si vous disposez d'ouvrages ou d'articles de référence ou si vous connaissez des sites web de qualité traitant du thème abordé ici, merci de compléter l'article en donnant les références utiles à sa vérifiabilité et en les liant à la section « Notes et références ».
 (mai 2020).
Gabriel Socley né le 8 octobre 1907 à Dijon et mort le 29 juin 1981 à l'hôpital psychiatrique de Sarreguemines, est un criminel multirécidiviste français. Il a passé en tout 55 ans enfermé en prison et dans un asile psychiatrique, soit plus des deux tiers de sa vie.
Le 19 avril 1935, Gabriel Socley assassine Nicole Marescot, 4 ans et demi, à l'aide d'énormes pierres et dissimule son cadavre sous soixante centimètres de terre. L'enquête se tourne directement vers Socley, qui part en prison, en raison de son passé criminel et du fait qu'il ait tenté d'enlever plusieurs fillettes les semaines précédentes, où il tentera se s'évader infructueusement. Le corps de la petite Nicole sera retrouvé le 19 octobre 1935.
L'incrimination de Gabriel Socley lui vaut d'être à la une des journaux, notamment parce qu'elle suivait celle d'une série de viols sur une dizaine de fillettes, entre juillet 1925 et janvier 1926, dont il avait été acquitté à l'aide de son avocat, ainsi que celle de deux cambriolages aggravés, en septembre 1927.
Condamné à mort le 3 octobre 1936, Gabriel Socley voit sa condamnation annulée pour vice de forme. Il est réjugé en février 1937 et condamné aux travaux forcés à perpétuité. Cependant, cette perpétuité sera réduite à 30 ans de travaux forcés, en 1952. 
Gabriel Socley est libéré le 26 juin 1960, mais rechutera, dès sa libération, dans une série de deux agressions sexuelles et d'une tentative d'enlèvement. Déclaré "irresponsable de ses actes", Socley est interné à l'hôpital psychiatrique de Sarreguemines, où il parvient à s'évader, en mars 1971, avant d'être repris neuf jours plus tard, puis de mourir, dans l'asile même, le 29 juin 1981,.
Cas rare dans les annales judiciaires, l'Affaire Socley recense au total, un assassinat, une dizaine de viols, deux cambriolages aggravés, neuf tentatives d'enlèvement sur sept fillettes différentes, une tentative d'évasion, deux agressions sexuelles, ainsi qu'une évasion ; soit plus d'une vingtaine de faits, commis entre juillet 1925 et mars 1971.

## Biographie

### Jeunesse
Gabriel Louis Socley naît le 8 octobre 1907 à Dijon,. Il est le benjamin d'une fratrie de trois enfants. Son père, Emile Socley, est rentier, propriétaire d'immeubles, à Dijon et possède un esprit scientifique, très spécialisé. Sa mère, Gabrielle Skibis, ne donne aucunement à Gabriel et ses sœurs l'exemple de l'honnêteté. Gabriel et ses sœurs grandissent par l'absence de leur père qui, étant un grand travailleur, n'est jamais présent. Seul garçon du ménage, Gabriel atteint un premier âge maladif, débile, presque désespéré, prématurément. 
En 1914, à 7 ans, Gabriel Socley tombe malade en raison du commencement de la Première Guerre mondiale. Il échappe, cependant, à la mort par miracle et est envoyé Grasse. Le jeune Gabriel est placé en convalescence durant plusieurs mois, afin de reprendre des forces. Le diagnostic démontre que Gabriel Socley est proche de l'anorexie. Il est soigné et n'est finalement rendu à sa famille qu'à la fin de l'année 1915.  
Début 1919, lors du commencement de l'après-guerre, Gabriel Socley ne souffre plus d'anorexie, mais demeure néanmoins maigre. De caractère craintif, timide et peureux, il est, à l'école, décrit comme étant le "cancre de la classe et du dégénéré". Il n'a alors que 11 ans et est rapidement livré à lui-même, en raison de la solitude qu'il mène de ses journées quotidiennes. Il devient, par la suite, de plus-en-plus passif et fuyard. 
Entre janvier et octobre 1921, Gabriel Socley passe ses journées, oisif, solitaire afin de se trouver à distance des autres. Il est décrit comme ayant un "cerveau obtus", "incapable d'apprendre", "ne s'éveille lentement que vers le mal". Le jeune Gabriel fréquente de jeunes délinquants, comme étant "les pires voyous du quartier du Canal", à Dijon. Socley se met à piller, avec eux, les chalands à l'abandon. Il s'amuse à brûler les ailes des pigeons mis en volière dans le jardin paternel et s'aventure seul en campagne, autour de la ville, dénichant tout se qu'il parvient à trouver, afin de ramener son "butin" chez lui. 
En octobre 1921, à 14 ans, Gabriel Socley entre à l'Ecole pratique de Dijon. Cependant, Socley est décrit comme étant instable et quitte l'établissement quatorze mois plus tard, en décembre 1922. 
En 1924, à 16 ans, Gabriel accepte, par contrainte, d'entrer comme apprenti chez un électricien de la ville, M. Fromhertz. Cependant, Socley est également décrit comme "irrégulier, paresseux, sans scrupules", et quitte son travail rapidement. De nouveau sans travail, Socley ne travaille plus durant les six mois suivants.  
En 1925, à 17 ans, Gabriel Socley est embauché par un autre électricien, M. Challet, mais quitte à nouveau son travail après seulement trois semaines. Cependant Mme Socley, furieuse par l'immaturité de son jeune fils, le chasse de la maison et Gabriel se retrouve à la rue, sans domicile. Demeurant toujours seul, Socley se met alors à découvrir une attirance sexuelle envers des fillettes.

### Premiers actes criminels
En juillet 1925, Gabriel Socley entame une série d'agressions sexuelles sur des fillettes. Les parents des victimes portent plainte, mais, Socley ayant moins de 18 ans, n'est pas inquiété pour le moment. L'adolescent porte une moustache postiche et se livre à des attouchements sur ses victimes. Il échappe à la justice durant plusieurs mois et (bien que la majorité soit fixée à 21 ans à cette époque) atteint finalement ses 18 ans, le 8 octobre 1925.
Le 2 décembre 1925, Gabriel Socley aborde Simone B., dans les cabinets de son immeuble. Socley l'emmène durant près de quinze minutes dans les water-closets. Il lui maintient la main sur la bouche et viole la fillette. Gabriel Socley la relâche et lui donne quatre sous en lui disant de ne pas le dénoncer à sa mère. La fillette parle néanmoins de son agression à son père, René B., qui porte plainte le soir même. Examinée, Simone porte des traces manifestes de violences.
Le 23 décembre 1925, vers 16h, Gabriel Socley aborde Lucienne P., une autre fillette, au n° 5 de la rue de la Manutention. Socley se livre à des attouchements sur la fillette, avant de la relâcher. À la suite de cela, la petite Lucienne P. monte dans sa résidence, au premier étage de l'immeuble. Lorsque la fillette ouvre la porte fermée à clef, Gabriel Socley est alors convaincu que la fillette rentre seule dans la maison. Le lendemain, Socley retourne sur les lieux, vers 16h30. Le jeune homme de 18 ans frappe à la porte et Lucienne lui ouvre. Gabriel Socley tente d'avoir un nouveau rapport sexuel avec la fillette, mais, étant effrayé par le bruit du voisinage, le jeune homme s'abstient et part.
Le 25 décembre 1925, vers 14 h30, Gabriel Socley retourne pour la troisième fois dans l'immeuble. Il frappe de nouveau à la porte, mais Lucienne P. ne répond pas. Intrigué, Socley décide de sortir de fausses clefs et parvient à ouvrir la porte. Le jeune homme visite alors le logement et découvre un petit coffret contenant 115 francs en pièces, derrière une glace. Gabriel Socley dérobe l'argent et sort de la résidence. Une fois son vol terminé, Socley s'achète un revolver, à l'aide de l'argent volé.
Le 9 janvier 1926, Gabriel Socley viole Camille G., 8 ans, alors qu'elle sort de l'école pour se rendre au conservatoire. Socley lui relève ses jupes et la blesse fortement avec ses doigts. A l'arrivée d'un passant, le jeune homme s'enfuit. Léon G., employé au P.-L.-M., dépose plainte en ces termes, entre les mains du commissaire Marceau, pour viol sur mineure de moins de 15 ans, suivi d'agression sexuelle.
Le 19 janvier 1926, vers 11h30, Madeleine, 8 ans, rentre de son école primaire. Gabriel Socley l'aborde, la déshabille, puis la viole. À la suite de cela, Socley lui donne cinq sous et lui demande de l'attendre le soir-même, à 18h, devant le bureau de tabac de la rue Piron, lui promettant de lui donner dix sous. À la suite de son agression, Madeleine arrive chez son oncle, avec sa culotte ensanglantée à la main. Arrivée, la fillette avoue directement à son oncle, qu'elle avait rencontré, dans le couloir de la maison, un jeune homme en pèlerine, qui l'a entraînée dans la cave sous prétexte d'y chercher un sac : 
« L'homme m'a ensuite ramenée dans le couloir où il m'avait enlevée. Il m'a donné cinq sous et m'a demandé de l'attendre ce soir-même, à six heures, devant le bureau de tabac de la rue Piron. Il m'a promis de me donner dix sous. » 
Imprudent, Gabriel Socley se rend le soir même devant le bureau de tabac. Il croise l'oncle de sa victime, qui lui donne une paire de gifles. Arrêté, Socley est amené au commissariat, afin de subir une garde à vue. Il avoue les faits et part en prison pour la première fois de sa vie.
En avril 1926, Gabriel Socley est jugé par le Tribunal correctionnel, pour avoir dérobé 115 francs aux parents de Lucienne. Il est condamné à un an de prison. Socley fait appel de cette décision (l'appel n'existant que pour des jugements en tribunal correctionnel jusqu'en 2000).
Le 17 juin 1926, Gabriel Socley est jugé pour les quatre viols et agressions sexuelles qui lui sont reprochées. Bien que l'avocat général requiert une peine de travaux forcés à perpétuité, il est cependant acquitté grâce à la plaidoirie de son avocat, Maître Gaston Gérard. Il reste néanmoins en prison pour le vol dont il est poursuivi.
Le 13 octobre 1926, il est condamné en appel, à deux ans de prison, pour le vol de la bicyclette dont il était poursuivi. Il a alors 19 ans.

### Cambriolages aggravés
Le 13 août 1927, Gabriel Socley est libéré de prison, après 19 mois de détention. Il promet alors de s'amender et d'abandonner sa vie criminelle, afin de se consacrer à sa jeunesse. A peine âgé de 20 ans, le jeune homme souhaite, avant toutes choses, retrouver du travail. Cependant, aucun établissement ne souhaite embaucher Socley, en raison de ses 19 mois passés en détention. Il se retrouve alors à la rue, sans travail ni argent. 
Le 3 septembre 1927, Gabriel Socley s'introduit, en perçant un plafond, dans la bijouterie Lebeau, 6 bis, rue de Suzon, à Dijon, avec la complicité de Jacques D., fils d'un mécanicien du dépôt de Perrigny. Les deux jeunes hommes emportent pour 30.000 francs de bijoux qu'ils décident de cacher au domicile de leurs parents. Socley s'empresse de monnayer une partie du butin réalisé. Avec la complicité d'un repris de justice, Gabriel Socley échafaude un attentat à main armée dans le train rapide Paris-Vintimille. Munis de cagoules et masques à chloroforme, les deux jeunes hommes endorment tous les voyageurs d'un wagon de première classe, afin de les dévaliser. 
Dans la nuit du 27 au 28 septembre 1927, Gabriel Socley Jacques D. cambriolent la pharmacie Bollet,112, rue Monge, à Dijon, en emportant une grande quantité de chloroforme. Cependant, l'inspecteur Tupinier qui, le soir du méfait, était présent sur les lieux, décide de déposer un mandat d'arrêt contre Gabriel Socley et Jacques D..
Le 30 septembre 1927, au matin, Gabriel Socley et Jacques D. sont arrêtés et jetés en prison pour vols aggravés. L'inspecteur Tupinier perquisitionne les résidences des deux inculpés et découvre un véritable arsenal de cambrioleur. Des milliers d'objets dérobés sont retrouvés en divers endroits, ainsi que des plans du rocambolesque attentat contre le rapide de Nice.  
Le 28 février 1928, Gabriel Socley est condamné à 7 ans de travaux forcés pour vol avec violence. Il échappe de peu au Bagne de Cayenne, grâce à la nouvelle plaidoirie de Maître Gaston Gérard. Durant sa détention, à la prison de Melun, Socley est surnommé Gabby la Fille, par ses co-détenus, en raison de sa légère féminité. Emprisonné durant plusieurs années, Gabriel Socley contracte la tuberculose, en 1932,. 
En janvier 1933, Gabriel Socley sollicite une première demande de libération conditionnelle, après plus de cinq ans de détention. Âgé de 25 ans, le jeune homme dépose cette demande, en raison de la tuberculose dont il est atteint. La demande du condamné et de son avocat est finalement refusée par la justice, en raison du mauvais comportement de Socley, au long de sa détention.

### Libération et tentatives d'enlèvements infructueuses
Le 23 février 1935, Gabriel Socley est libéré de prison, après plus de 7 ans de détention. Bien que libre, il est interdit de séjour à Dijon pour une durée de dix ans. Il est conduit à Chaumont par sa mère, qui lui loue une chambre à "L'Hôtel du Sud", trois jours après sa libération. Quotidiennement, Socley se rend à l'abattoir pour boire un verre de sang frais, afin de, selon lui, lutter contre la tuberculose. Son habitude à boire le sang, lui vaudra d'être surnommé, par la presse, le Vampire de Chaumont,.
Le 3 mars 1935, seulement cinq jours après son arrivée à Chaumont, Gabriel Socley aborde une fillette de 4 ans, dans le couloir d'un immeuble proche de l'hôtel. Alors qu'il s'apprête à enlever la fillette, Socley est repéré par des passants, dont la mère de la fillette. Il reçoit une paire de gifles par la mère de la victime, qui apprend les sévices élaborés par le jeune homme de 27 ans à écart de sa fille. Le même jour, il s'installe, rue du Vajh Barizien, chez Mme Métrier, sans être, pour le moins, inquiété de ce qu'il a commis. Quelques jours plus tard, Gabriel Socley demande à la propriétaire de l'Hôtel du Sud, Mme Métrier, de recevoir du courrier sous le nom de Roger Montreuil. Cependant, Mme Métrier refuse la demande de Socley. Le jeune homme décide, durant quelques jours, d'émigrer à la pension Aubertin, rue Félix-Babloit, où il obtient l'autorisation recevoir ces lettres sous ce nom. 
Le 15 mars 1935, Gabriel Socley se met à surveiller Ginette Frémy, 8 ans, qu'il aborde en lui donnant six sous, en échange d'un rendez-vous. La fillette fait semblant d'accepter et se sauve. Il revient néanmoins le lendemain, mais l'arrivée du père de la fillette le met en fuite. Une plainte est déposée par M.Frémy, mais, Ginette n'ayant pas été victime d'acte de violence, aucune enquête n'est ouverte.
Les 17 et 24 mars 1935, Gabriel Socley tente, par deux fois, d'entraîner au cinéma la petite Marguerite Durand. Le jeune homme reçoit une gifle de la mère de la fillette, qui porte également plainte, mais, Socley n'ayant également pas commis d'actes criminels sur la fillette, n'est pas non plus inquiété, ni poursuivi pour ces faits.
Le 28 mars 1935, Gabriel Socley aborde Thérèse Perot, 7 ans, afin de l'emmener hors de la ville de Chaumont. Cependant, la fillette se met à appeler une petite camarade d'école qui contraint Socley à la ramener près de chez elle. Malgré une plainte des proches de la fillette, aucune enquête n'aboutit car Gabriel Socley n'a pas été violent avec la fillette.
Le 4 avril 1935, Gabriel Socley aborde Ginette Royer, 6 ans, en lui offrant des sous et des bonbons, qu'il décide d'acheter, en guise d'appât. Au moment de l'enlèvement, Socley a pour objectif d'avoir un rapport sexuel, mais n'y parvient pas en raison des passants présents dans la rue. Le jeune homme tente de revenir sur les lieux, deux jours plus tard, mais s'abstient de nouveau,. 
Le 18 avril 1935, Gabriel Socley tente d'enlever d'autres fillettes. Afin de servir d'appât, Socley se sert également de bonbons qu'il achète pour attirer ses victimes. Cependant, Gabriel Socley est également reconnu par des passants et renonce de nouveau. À la suite de ses huit tentatives d'enlèvements infructueuses, Socley réalise qu'il n'aura aucune possibilité d'enlever un fillette si un adulte le surveille. Il tente alors de trouver un endroit isolé, pour commettre ses futures agressions sexuelles, sans que personne le démasque. 

## Les faits et l'enquête

### Le début de l'affaire
Le 19 avril 1935, vers 17h, Nicole Marescot, âgée de 4 ans et demi, disparaît soudainement. Gabriel Socley l'aborde et l'emmène à l'écart de la foule, afin de ne plus être dérangé. Socley marche avec la fillette et l'emmène dans une forêt. Arrivé à destination, il déshabille la petite Nicole et la tue, en broyant sa tête par d'énormes pierres. Après avoir tué sa victime, Gabriel Socley retourne à son hôtel, avant de prendre une pelle, puis de revenir sur les lieux du crime. Socley creuse sous soixante centimètres de terre et enterre le cadavre de la petite Nicole, avant de rentrer de nouveau dans son Hôtel de location. Selon les enquêteurs, qui l'arrêteront le lendemain, Gabriel Socley l'aurait tué afin qu'elle ne le dénonce pas à ses parents. Entre temps, les parents de Nicole Marescot, ne voyant plus leur fille, alertent les gendarmes. L'enquête est rapidement lancée, en raison de la réputation du père de la disparue, le Commandant Marescot du Tillieul ; ce dernier étant un "Héros de Guerre", lors de la Première Guerre mondiale. Les gendarmes questionnent toute la ville de Chaumont, afin de récolter des indices. Interrogés, certains passants, ayant vu la fillette avec Socley, décrivent qu'elle tenait la main à un jeune homme : « Cheveux blonds rares, environ 25 ans », déclare l'un des témoins de l'enlèvement. Face à ces témoignages, les policiers parviennent à remonter jusqu'à Gabriel Socley qui, le jour de la disparition de Nicole, s'amusait avec sa mobylette. De plus, Socley est dénoncé par plusieurs témoins et parents des fillettes qu'il avait tenté d'aborder dans les semaines précédant la disparition de la petite Nicole. 
Le 20 avril 1935, Gabriel Socley est arrêté, alors qu'il mange dans un restaurant. Lors de son arrestation, il prétend s'appeler Roger Montreuil mais, le jeune homme reçoit une gifle par les gendarmes qui le reconnaissent comme étant Gabriel Socley. Il est directement montré aux témoins, afin d'établir une reconnaissance, et ces derniers le reconnaissent, mais trouvent qu'il a pris du poids. Les policiers déshabillent alors Socley et trouvent une importante épaisseur de coton. Mais, Gabriel Socley, se disant totalement étranger à la disparition de Nicole Marescot, affirme qu'il se trouve "trop maigre". Gabriel Socley, ayant beau nier son implication à la disparition de la fillette, est incarcéré à la prison de Chaumont et inculpé pour l'enlèvement de la petite Nicole. Lors de son retour en prison, Socley n'est libre que depuis huit semaines,. 
Fin avril 1935, des battues et un ratissage ont lieu dans tout Chaumont, afin de retrouver Nicole Marescot. Afin de retrouver sa fille, le Commandant Marescot du Tillieul engage de nombreux détectives. Les recherches durent plusieurs semaines, mais ces dernières restent vaines et infructueuses. Plusieurs étangs, rivières et marais sont également fouillés et ratissés, mais ne permettent pas de retrouver la petite Nicole Marescot. Le Commandant tente également de faire avouer Gabriel Socley, mais ce dernier continue à nier son implication à la disparition de Nicole. A ce stade de l'enquête, les enquêteurs et le Commandant Marescot du Tillieul réalisent que le corps de la disparue ne pourra être retrouvé qu'avec l'aide d'un élément nouveau, ou d'un nouveau témoignage probant.  
En mai 1935, lorsque les enquêteurs, chargés de l'affaire, fouillent le passé judiciaire de Gabriel Socley, ces derniers découvrent qu'il a déjà passé 9 ans de sa vie en prison, pour des faits de cambriolages aggravés et un acquittement pour quatre viols, du fait de son très jeune âge au moment des faits, dont il avait bénéficié d'un "traitement de faveur". Inquiétés par le passé de Socley, les enquêteurs s'imaginent, par principe, que Nicole Marescot est morte assassinée par Gabriel Socley et que ce dernier refuse d'avouer ce crime car il risque, cette fois-ci, d'être guillotiné en public, au petit matin. C'est dans ce contexte que Socley est décrit comme un "pervers intelligent" et "organisé pour cacher ses crimes". Il est donc responsable de ses actes et accessible à une sanction pénale.  
En juin 1935, Gabriel Socley tente de s'évader de sa prison, à l'aide d'un plan de l'établissement. Cependant, le jeune homme est surpris par les gardiens au moment de sa tentative, puis maîtrisé. Pour avoir tenté son évasion, Socley est condamné à soixante jours de mitard, une peine qu'il effectue, avant de retourner dans sa cellule de prison, en août 1935.
Le 18 octobre 1935, un nouveau témoignage a lieu et permet d'emmener les enquêteurs à la découverte du corps de la fillette. Les recherches, commençant à la tombée de la nuit, se font à l'aide d'une lanterne et durent des heures, avant que le cadavre soit finalement retrouvé le lendemain matin, après avoir déterré soixante centimètres de terre. L'autopsie démontre que la petite Nicole a été broyée par d'énormes pierres, avant d'avoir été enterrée. Gabriel Socley est extrait de sa cellule et emmené sur les lieux de la découverte du corps, avant d'être inculpé de l'assassinat de Nicole Marescot. Cependant, il nie toujours les faits qui lui sont reprochés et est renvoyé devant la Cour d'assises de Haute-Marne, au début 1936.

### Procès et condamnations
Le 30 septembre 1936, s'ouvre le procès de Gabriel Socley, pour le meurtre Nicole Marescot, davant la Cour d'assises de Haute-Marne. Socley est défendu par Maître Jean-Charles Legrand. Il est jugé quelques jours avant son 29e anniversaire et encourt la Peine de mort. 
Le 3 octobre 1936, Socley est condamné à la Peine de mort. « Je refuse ! Vous n'êtes que des misérables », cria-t-il aux jurés en les traitant de « sales races ! ». À la suite de sa condamnation, Gabriel Socley forme un pourvoi en cassation. Ce dernier casse le verdict le 17 décembre 1936 et annule sa condamnation, sous le motif d'un oubli de question posée par les jurés.
Le 17 février 1937, il comparaît à nouveau pour le meurtre de la petite Nicole. La mère de la victime est scandalisée que Socley n'aie pas encore été exécuté. Durant le procès, Socley a une attitude plus calme qu'au précédent, mais nie toujours les faits qui lui sont reprochés, en se disant innocent. Maître Jean-Charles Legrand, voulant sauver la tête de Gabriel Socley, fait venir un dénommé Feldail, afin de semer le doute dans toute la cour d'assise ; la plaidoirie de Maître Legrand fait effet d'un "léger doute" envers la culpabilité de Socley.
Le 20 février 1937, Cour d'assises de Dijon reconnaît Gabriel Socley coupable de meurtre de Nicole Marescot. Cependant, il bénéficie de circonstances atténuantes et est condamné aux travaux forcés à perpétuité. Malgré sa condamnation, il n'est pas non plus satisfait de ce verdict. « Je veux l'acquittement ! Et je l'aurai un jour ! », lance-t-il de nouveau aux jurés.

### Détention à Fontevrault et Château-Thierry
En juillet 1937, le Bagne de Cayenne s'apprêtant à être aboli à la suite d'une nouvelle loi prononcée, Gabriel Socley est finalement conduit à la prison de Fontevrault, afin d'exécuter sa peine de travaux forcés à perpétuité. Les remises de peines n'existant toujours pas, Socley se voit finir sa vie en prison. Cependant, sa détention est marquée par divers évènements. 
Entre septembre 1939 et mai 1945, lors de la Seconde Guerre mondiale, quelques condamnés à perpétuité de la prison désamorcent des bombes non explosées. Dans le cadre de l’inventaire du patrimoine culturel de Fontevrault, des témoignages de Résistants et d’enfants de Résistants mentionnent Socley. Il avait été placé dans les « cages à poule » du dortoir cellulaire. Les autres détenus s’efforcent de ne pas le fréquenter. Socley vit en solitaire. Employé au service général, Socley est balayeur durant sa détention. Les remises de peines pour les condamnés à perpétuité sont finalement instaurées quelques années plus tard, en 1951.
En 1952, Gabriel Socley obtient une commutation de sa peine, qui réduit celle-ci à 30 ans de travaux forcés. À la suite de cette réduction de peine, Socley est transféré à la prison de Château-Thierry. Ses premières demandes de libération conditionnelles sont refusées, en 1956, 1957 et 1959, en raison d'avis défavorables sur sa réinsertion. Ce n'est qu'en juin 1960, que sa demande est acceptée ; Les examinateurs déclarant Gabriel Socley apte à une libération conditionnelle.

### Libération et ultime rechute
Le 26 juin 1960, Gabriel Socley est libéré de la prison de Château-Thierry, après 25 ans de détention. Le jour même de sa libération, à Châlons-sur-Marne, Socley aborde une fillette dans un endroit isolé et se livre à des attouchements. Gabriel Socley relâche sa nouvelle victime sans qu'aucun passant ne l'ai reconnu, en raison de son âge (presque 53 ans) et du fait qu'il soit totalement méconnu après ces 25 ans passés en détention.
Le 22 juillet 1960, à Dijon, Gabriel Socley commet une nouvelle agression sexuelle sur une fillette de 4 ans. Socley l'aborde, non loin des passants, en donnant l'impression d'être le grand-père de la victime, puis l'entraîne dans un endroit isolé et se livre à des attouchements. À la suite de l'agression, Gabriel Socley libère sa victime sans être inquiété.
Le 27 juillet 1960, à Dijon, Gabriel Socley suit Jacqueline P., une fillette de 11 ans, et l'aborde. Cependant, un passant de longue date, ravivant l'assassinat de Nicole Marescot, reconnaît Socley et avertit immédiatement la police pour tentative d'enlèvement. Reconnu, Gabriel Socley libère Jacqueline et prend la fuite. Dès le lendemain du témoignage, un mandat d'arrêt est lancé afin de retrouver Socley. Des patrouilles de police sont alors menées et un ratissage des lieux est mis en place. La Presse diffuse également un cliché récent de Gabriel Socley, afin d'avoir des témoignages probants. 
Le 4 août 1960, Gabriel Socley est arrêté, alors qu'il voulait trouver refuge chez un ancien compagnon de cellule. Socley est directement jeté en prison pour tentative d'enlèvement. Cependant, l'enquête découvre que Gabriel Socley a commis une agression sexuelle le jour de sa libération, ainsi qu'une autre cinq jours avant d'avoir tenté d'enlever Jacqueline P.. Il est également inculpé pour ces faits, où il risque, en principe, jusqu'à 10 ans d'emprisonnement, du fait d'être en état de récidive. 
Le 28 août 1960, trois semaines après son retour en prison, Gabriel Socley envoie une lettre au procureur, en s'expliquant sur ses trois nouveaux passages à l'acte. « C'est pour voir si mes pulsions fonctionnent comme au temps jadis », écrit-il dans sa lettre. Dans sa lettre, Socley n'avoue pas le meurtre de Nicole Marescot, mais se confie sur ses agressions sexuelles, dont les premières étant vieilles de 35 ans.

### Irresponsabilité pénale, évasion et mort
Le 1er février 1961, Gabriel Socley est déclaré irresponsable pénalement, en raison d'anomalies mentales qui lui sont diagnostiquées. Désormais âgé de 53 ans, Socley emmené dans un hôpital psychiatrique à Sarreguemines, pour le restant de ses jours. Gabriel Socley gagne, durant un court instant, un ultime surnom ; le surnom de Socley Le Fou.
Le 18 mars 1971 au soir, alors qu'il est interné à l'hôpital psychiatrique de Sarreguemines depuis 10 ans, Gabriel Socley place un mannequin dans son lit d'hôpital et parvient à s'échapper de l'asile, en franchissant les hauts-murs de l'établissement. Désormais libre, Socley retourne chez sa sœur à Dijon et se fait embaucher comme plongeur. 
Le 27 mars 1971, cependant, Gabriel Socley est reconnu par une employée de son l'entreprise, qui l'a reconnu dans le Journal Le Parisien de la veille. La salarié, ayant reconnu Socley, avertit la police et Gabriel Socley est de nouveau arrêté, puis reconduit à l'hôpital psychiatrique de Sarreguemines, où il est soigné en permanence durant les années qui suivent.
Il y meurt le 29 juin 1981, peu avant ses 74 ans, sans jamais avoir avoué le meurtre de Nicole Marescot. Gabriel Socley meurt seulement quelques semaines avant l'abolition de la peine de mort, dont il avait été condamné, avant d'être sauvé, dans les années 1930. Durant sa vie, tout entière, Socley aura vécu 55 ans d'enfermement, 35 ans en prison ainsi que 20 autres en hôpital psychiatrique.